# Teatrul de luptă din Mediterană (Al Doilea Război Mondial)
În al doilea război mondial, frontul mediteraneean a acoperit o zonă întinsă în care s-au desfășurat luptele dintre Aliații occidentali și Forțele Axei pentru controlul asupra Mediteranei și a țărilor riverane. Acțiunile navale au fost caracterizate de lupte sporadice ale Marinei Italiei Fasciste condusă de Benito Mussolini și Aviației militară și submarinelor Germaniei Naziste condusă de Adolf Hitler pe de-o parte și Marina Regală și Forțele Aeriene Regale ale Regatului Unit. În sudul Europei, campaniile dezastruoase duse de Italia Fascistă în Balcani au dus la intervenția Germaniei Naziste și la ocuparea țărilor din regiune. În Africa de nord, după o primă invazie italiană terminată cu un eșec, aliații lor germani au mobilizat Afrika Korps, care au luptat împotriva englezilor pentru controlul asupra Libiei și Egiptului. Războaiele de partizani care s-au declanșat în Iugoslavia și Grecia, cucerirea de către Aliați a Africii de nord și victoria de pe frontul secundar deschis de către Aliați în Italia au încheiat luptele de pe acest teatru de război. 
Luptele pentru eliberarea sudului Europei, Africii de nord și a Mării Mediterane în timpul celui de-al doilea război mondial pot fi împărțite în șase campanii: 
- Campania Forțelor Axei din Balcani: războiul greco-italian, invadarea Iugoslaviei, Operațiunea Marița și bătălia din Creta;
- Bătălia Mediteranei;
- Luptele partizanilor din Balcani;
- Campania din Africa de nord
- Campania din Italia
- Debarcarea din sudul Franței: Operațiunea Dragon

Țările care au fost implicate în luptele de pe acest teatru de război au fost: Australia, Canada, Croația, Franța (Regimul de la Vichy și Forțele Franceze Libere ), Germania Nazistă, India, Italia Fascistă, Noua Zeelandă, Polonia, Regatul Unit, Statele Unite și Uniunea Africii de Sud.
Partizanii din Grecia și Iugoslavia au luptat cu trupele Axei în condiții similare cu cele ale armatelor regulate. Deși o bună parte a luptelor s-au desfășurat pe teritoriul Albaniei, Algeriei, Libiei, Marocului și Tunisiei, contribuțiilor partizanilor sau trupelor regulate din aceste țări sunt considerate sporadice și relativ puțin însemnate.

## Originile conflictului din zona mediteraneeană
În timpul primului război mondial, Italia s-a alăturat forțelor Antantei împotriva Imperiului German, promițându-i-se de către britanici drept răsplată stăpânirea asupra coastei de vest a Balcanilor. La încheierea războiului, Italia a pretins ocuparea teritoriilor promise, dar a primit doar un teritoriu minuscul din jurul orașului Triest. Italienii au pierdut aproape cinci sute de mii de soldați în luptele primului război mondial și nu au obținut câștigurile pe care le așteptase la intrarea lor în război. Un guvern slab, care nu a putut face față protestelor de stradă zilnice ale veteranilor și o criză economică gravă au transformat Italia într-una dintre cele mai înapoiate țări ale Europei Occidentale, atât din punct de vedere economic cât și din punct de vedere militar. 
În octombrie 1922, Benito Mussolini, în fruntea a aproximativ 10.000 de luptători ai "Cămășilor Negre", a intrat amenințător în Roma și l-a obligat pe regele Victor Emanuel al III-lea al Italiei să-l numească în funcția de prim-ministru. 
Imediat, Mussolini a început să facă planuri pentru cucerirea unor colonii în Africa de nord și Balcani. Premierul italian era însă foarte conștient de slăbiciunea economică și militară a țării și a declanșat o perioadă de industrializare și reînarmare care ar fi trebuit să se încheie în 1945. 
Cucerirea puterii în Germania de către Hitler a făcut ca Italia să se grăbească să ocupe Etiopia în 1936 și Albania în 1939. Fiind conștient că țara sa nu era capabilă să concureze cu Germania într-un război de cucerire, Mussolini l-a pus la curent pe Hitler cu dorința sa de a păstra Italia neutră în conflictul european care se prefigura. Ocuparea Poloniei și Franței de către germani au schimbat opțiunile lui Mussolini, care a decis să declare război Aliaților pe 20 iunie 1940, declanșând o invazie eșuată în sudul Franței. Acest eșec nu l-a îngrijorat pe liderul italian, el așteptându-se ca, după căderea Franței, Regatul Unit să fie învins în numai câteva săptămâni, iar uriașul imperiu colonial al acestuia din urmă să fie o pradă ușoară. 
Dat fiind faptul că insulele britanice nu au fost ocupate rapid, iar teatrul european de război s-a stabilizat, Mussolini și-a îndreptat atenția spre Africa de nord.

## Campania din Africa de nord
După declanșarea războiului, Italia a atacat posesiunile engleze și franceze din Africa de est, eșuând lamentabil în tentativa de a le ocupa. În ciuda acestei înfrângeri, Mussolini a făcut planuri să cucerească Egiptul și să-și deschidă drum spre zonele bogate în petrol din Orientul Mijlociu. Pentru îndeplinirea acestor obiective, liderul italian a atacat pe 13 septembrie 1940 din Libia spre Egipt cu o forță de aproximativ 200.000 de oameni. (Libia era în acel moment colonie italiană). După o înaintare de numai 65 km pe teritoriul Egiptului, forțele italiene s-au postat pe linii defensive la Sidi Barrani.
Forțele britanice, întărite cu militari din Australia și India Britanică, aveau efective de doar 35.000 de oameni, dar se bucurau de o dotare superioară italienilor în tancuri, atât ca număr cât și din punct de vedere tehnic. Pe 8 decembrie, blindatele britanice au atacat în punctele slabe ale liniei defensive de la Sidi Barrani și au izolat și distrus pe rând unitățile italiene. Înfrângerea italiană a fost una de proporții, fiind pierduți pe câmpul de luptă aproximativ 38.000 de luptători, printre care și un general.
Italienii s-au retras în dezordine, preferând drumurile dinspre malul mării, evitând zonele deschide din deșert, unde tancurile britanice stăpâneau câmpurile de luptă. Generalul Archibald Wavell a  făcut o mișcare îndrăzneață prin sud și a reușit să taie retragerea italienilor în apropiere de Beda Fomm, luând cam 130.000 de prizonieri. 
Această înfrângere a fost o adevărată catastrofă pentru moralul italienilor, iar Mussolini a cerut ajutorul lui Hitler pentru a putea respinge atacul aliat care amenința să ocupe Tunisia, de unde era de așteptat un atac direct împotriva Italiei. Hitler a răspuns cererii aliatului său și i-a trimis pe generalul Erwin Rommel, (poreclit mai apoi „Vulpea deșertului” pentru faptele sale de arme din Africa), și Regimentul V Panzer, cel care, după primirea de întăriri, avea să devină cunoscut ca Afrika Korps.
Atunci când generalul Rommel a sosit în Africa, el avea ordine clare să mențină liniile defensive pe care le găsea pe teren. În schimb, premierul britanic Winston Churchill, subestimând amenințarea germană, a retras trupe din Africa pentru a ajuta la apărarea insulei Creta, care era luată cu asalt de parașutiștii germani. Când Rommel a remarcat scăderea numărului de soldați britanici și lungimea foarte mare a liniilor lor de aprovizionare, a preluat inițiativa și a atacat, împingându-i pe englezi pe pozițiile inițiale de plecare de cu mai multe luni în urmă. (Vedeți și: Operațiunea Sonnenblume). În ciuda eforturilor făcute, Afrika Korps nu au reușit totuși să cucerească Tobrukul, pe care l-au asediat.

Generalul Bernard Montgomery urmărind mișcările tancurilor sale la El Alamein

Britanicii au făcut mai multe tentative de eliberare a Tobrukului, (Operațiunea Brevity, Operațiunea Battleaxe), care nu numai că au eșuat, dar i-au oferit lui Rommel prilejul să contraatace și să recucerească toate teritoriile pe care le ocupaseră britanicii până atunci în ofensivele anterioare. După înfrângerile suferite de britanici, comandantul Archibald Wavell a fost înlocuit de generalul Claude Auchinleck, care a reorganizat din temelii Armata a XIII-a și, după ce a primit o serie de întăriri, s-a lansat în Operațiunea Cruciatul (18 noiembrie 1941), un contraatac împotriva germanilor din Afrika Korps, care se găseau la rândul lor în situația de a avea un front prea larg de acoperit și niște linii de aprovizionare mult prea întinse și vulnerabile. Acest contraatac a fost un succes, iar Rommel a fost obligat la rândul lui să se retragă pe pozițiile de plecare, de pe care atacase cu opt luni mai înainte. Germanii au fost aprovizionați, iar Rommel a organizat un nou atac, prin care a reușit să-i împingă pe britanici spre vest, dincolo de granița de est a Egiptului. Enervat de aceste lupte neîncetate, Churchill l-a înlocuit pe Auchinleck cu generalul Bernard Montgomery. Dându-și seama că germanii sunt din nou într-o situație defavorabilă datorită depărtării de bazele de aprovizionare, Montgomery a organizat atacuri prin care a contracarat toate încercările de înaintare a germanilor, a stabilizat frontul și s-a pregătit de contraofensivă. Rommel a remarcat că a ajuns într-o situație dificilă, de vreme ce tactica folosită până în acel moment, și anume a atacului din flanc nu mai putea fi folosită, aripa sudică a frontului său ajunsese în Depresiunea Kattara, unde înaintarea tancurilor nu mai era posibilă. 
În cele din urmă, la sfârșitul lunii octombrie 1942, în a două bătălie de la El Alamein, britanicii, cu un sprijin masiv din partea unităților de tancuri și a escadrilelor de avioane, au reușit să neutralizeze tancurile germane rămase fără combustibil și i-au împins pe germani mult spre vest. După cucerirea portului Trípoli, britanicii au reușit să-i priveze pe germani din Afrika Korps de cea mai importantă sursă de aprovizionare. 

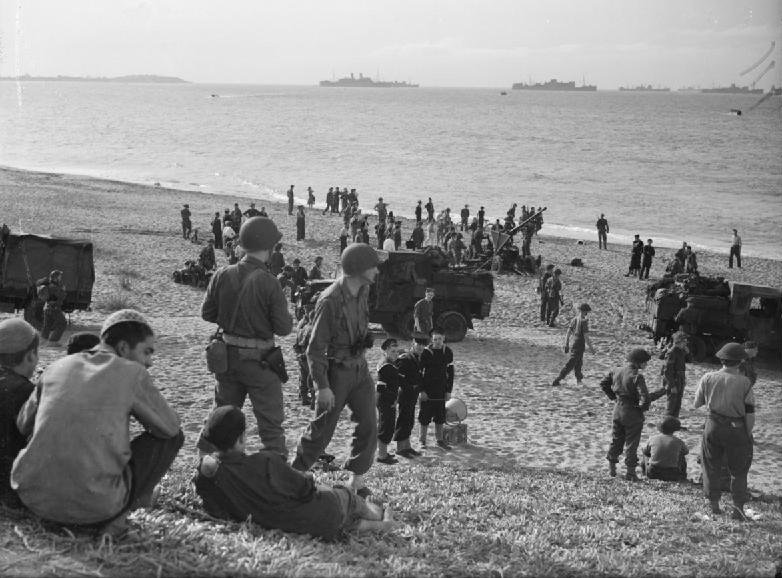
Debarcarea trupelor americane la Alger

Între timp, americanii au declanșat Operațiunea Torța, mii de soldații fiind debarcați în nord-vestul Africii. Aici, americanii au trebuit să facă față rezistenței îndârjite a soldaților francezi controlați de Regimul de la Vichy, care ocupau Algeria. După trei zile de lupte grele, comandantul francez François Darlan a capitulat, rămânând însă la conducerea Algeriei, de această dată recunoscând autoritatea Forțelor Libere Franceze. 
În timp ce americanii debarcau la nord-vest de Tunis, Rommel își pusese soldații pe poziții defensive, în spatele liniei fortificate Mareth, unde încerca să facă față britanicilor care atacau din Libia. În ciuda faptului că trebuia să facă față unei lupte pe două fronturi, Rommel a încercat să atace pozițiile și depozitele nord-americanilor. În bătălia de la Kasserine, germanii au eșuat în încercarea lor, când, în ciuda ordinelor date de Rommel, o divizie de tancuri nu îndeplinit misiunea încredințată. În momentul în care Hitler a hotărât să acorde întreg controlul trupelor din Tunisia generalului Rommel, era deja prea târziu.
Rommel a părăsit Tunisul îndreptându-se spre Germania, unde, în timpul unei întâlniri cu Hitler, a încercat să-l convingă să aprobe retragerea tuturor trupelor din nordul Africii. Montgomery a încercat pe 20 martie 1943 să străpungă Linia Mareth, dar a fost respins. În cele din urmă, pe 26 martie, britanicii au reușit să ocolească linia defensivă germană. După acest moment, trupele aliate au atacat neîncetat, încercând să-i încercuiască pe germani, care au capitulat până în cele din urmă pe 26 mai. Aproximativ 275.000 de soldați germani au fost făcuți prizonieri. Înfrângerea a fost atât de grea, încât s-au auzit voci care au comparat victoria Aliaților occidentali cu victoria sovietică de la Stalingrad de pe frontul de răsărit.

## Campania italo-germană din Balcani

### Context istoric general
După încheierea primului război mondial, Albania și-a cucerit independența, după dezmembrarea Imperiului Otoman. Independența Albaniei era departe de a fi asigurată însă, vecinii săi având pretenții teritoriale față de noul stat. Pentru a face față imixtiunilor Iugoslaviei în afacerile interne ale Albaniei, regentul Zog I a încercat să obțină sprijinul italian. Până în cele din urmă, Italia lui Mussolini a început de asemenea să se amestece în politica internă albaneză, până într-atât încât în 1934 s-a încercat impunerea  limbii italiene ca limbă de studiu în școlile albaneze. În aprilie  1939, trupele italiene au invadat Albania, Zog s-a refugiat la Paris, iar mica sa armată de numai 13.000 de soldați a fost rapid înfrântă. 
Mussolini, care visa să renască Imperiul Roman, a considerat că înfrângerea Franței de către Germania în iunie 1940 este o șansă nesperată pentru împlinirea visului său. Când liderul fascist a aflat că Hitler a intervenit în România pentru punerea în fruntea statului a lui Ion Antonescu, fără ca măcar să-l anunțe, s-a enervat cumplit, deoarece considera România ca parte a sferei de influență italiene, alături de restul Balcanilor. În condițiile în care Germania se afla în conflict cu Regatul Unit, iar acesta și Grecia aveau o strânsă alianță militară, Mussolini a hotărât să atace țara balcanică, pentru a-și asigura din vreme zone de interes. 
Când Hitler a aflat pe 28 octombrie de planurile lui Mussolini, a încercat să-l convingă pe dictatorul italian să renunțe la un plan pe care tacticienii germani îl considerau hazardat, dată fiind situația precară a armatei peninsulare. Inițiativa lui Hitler a venit însă prea târziu, Mussolini anunțându-l pe liderul german că în momentul în care discutau, trupele italiene traversaseră deja granița greco-albaneză.

### Invazia din Iugoslavia și Grecia
După cum prevăzuse Hitler, campania pripită italiană din Grecia a intrat rapid în impas. Armata greacă a respins forțele italiene, forțându-le să se retragă în Albania. Până la mijlocul lunii decembrie, grecii cuceriseră cam un sfert din teritoriul albanez. După aceasta, situația s-a stabilizat pe front, nicio tabără nefiind suficient de puternică să declanșeze o ofensivă de proporții. În martie 1941, Mussolini a organizat și condus nemijlocit o ofensivă împotriva grecilor, atacul eșuând lamentabil. Prezența avioanelor  RAF în Grecia i-a atras atenția lui Hitler, care era în plin proces de pregătire a Operațiunii Barbarossa. Hitler nu dorea să atace Uniunea Sovietică având în flanc amenințarea britanică asupra câmpurilor petroliere din România. Hitler s-a simțit astfel obligat să atace Grecia și a început să prospecteze posibilitatea de a obține acordul Iugoslaviei pentru a ajunge pe calea terestră în Albania. 
Regentul Iugoslaviei, prințul Pavel, și-a dat seama că germanii se gândeau la posibilitatea de a traversa teritoriul iugoslav pentru a ajunge în Albania. Cum Ungaria, România și Bulgaria erau deja aliații germanilor, Pavel a considerat că țara sa este silită să semneze Pactul Tripartit. Ca urmare, pe 25 mai 1941, Pavel a cedat presiunilor Axei și a aliat Iugoslavia cu Germania. Populația regatului s-a manifestat însă cu putere împotriva unei alianțe considerate nefirești și a reușit anularea practic a efectelor semnării pactului după numai două zile..
Furios, Hitler a ordonat suspendarea Operațiunii Barbarossa până la înăbușirea oricărei opoziții antigermane în Balcani. Pe 6 aprilie, Iugoslavia a fost atacată din toate părțile și, după 11 zile de luptă a capitulat, iar țara a fost împărțită între Germania, Italia, Bulgaria și Ungaria.. Imediat, ustașii croați au proclamat Statul Independent al Croației, care ocupa cea mai mare parte a Croației și Bosniei și Herțegovinei din zilele noastre.
Odată cu invadarea Iugoslaviei, forțele germane au atacat și Grecia, traversând granița sa nordică. Cum cea mai mare parte a artileriei armatei elene era amplasată în Albania, puterea de foc a armatei germane a depășit-o în nordul țării pe cea a grecilor. Când tancurile germane încheiaseră campania din Iugoslavia și traversau frontiera elenă pe 9 aprilie, forțele naziste care atacaseră din nord ajunseseră deja la Salonic. Armata britanică prezentă în Grecia s-a retras spre Termopile și mai departe spre Corint. Deși armatele elene erau încercuite și într-o situație fără scăpare, comandanții greci refuzau să capituleze în fața italienilor. Hitler a fost obligat să intervină pentru a salva onoarea aliatului său. Pe 27 aprilie, trupele germane au intrat în Atena și au arborat steagul nazist pe Acropole. Între 27 și 28 aprilie, britanicii au evacuat aproximativ 43.000 de soldați englezi, neozeelandezi, greci și iugoslavi în Creta. Totuși, aproximativ 8.000 de soldați aliați au fost luați prizonieri. 

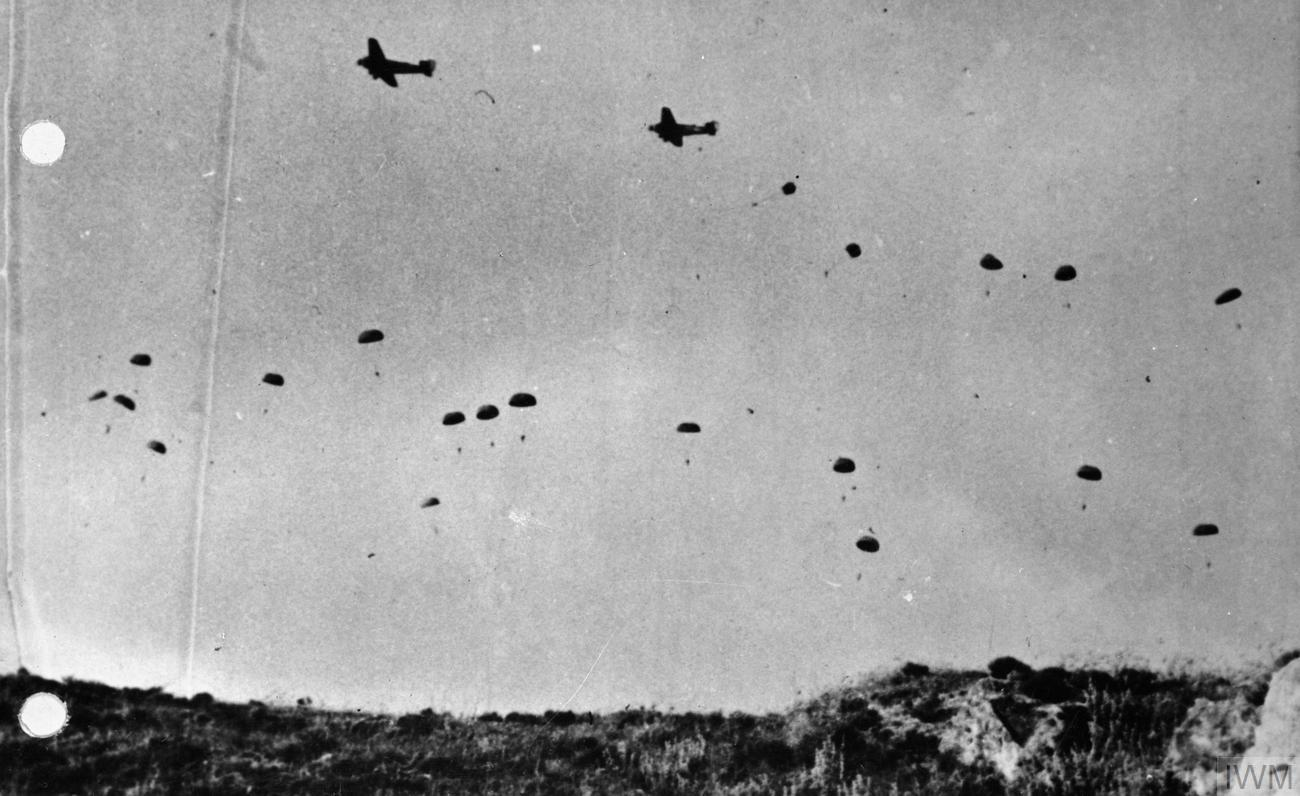
Parașutiștii germani atacând în Creta

Pe 20 mai, mii de parașutiști germani sub conducerea lui Kurt Student au fost lansați deasupra Cretei. Parașutiștii germani au suferit pierderi grele, iar încetineala cu care au cucerit insula a permis evacuarea soldaților aliați. (Vedeți și: Bătălia din Creta). Deși după o săptămână de lupte grele Creta a fost cucerită, aceasta a fost o victorie pirică, care l-a făcut pe Student să declare mai târziu: "Creta a fost mormântul parașutiștilor germani". După acest semieșec, Hitler a interzis folosirea parașutiștilor în cadrul unor mari operații aeropurtate autonome. 
În această campanie, Germania a pierdut cam 2.500 de soldați, iar italienii un număr necunoscut de luptători, care este estimat la o sută de mii. Pierderile aliate, fără a le socoti pe cele ale grecilor și iugoslavilor, s-au cifrat la aproximativ 11.000 de soldați. Mulți istorici consideră că invadarea Greciei a întârziat Operațiunea Barbarossa cu aproximativ șase săptămâni, ceea ce a făcut ca germanii să ajungă prea târziu în fața Moscovei și a oferit Armatei Roșii posibilitatea să se reorganizeze și să apere cu succes capitala sovietică. 

## Luptele pentru controlul Mării Mediterane

### Preliminarii
Când a devenit evident că invazia germană în Franța avea să fie încununată de succes, Italia a declarat la rândul ei război Franței și Regatului Unit pe 10 iunie 1940. În ziua imediat următoare, mica garnizoană din insula Malta a fost supusă unui puternic bombardament, care avea să marcheze începutul luptelor dintre Axă și Aliați pentru controlul Mării Mediterane. 
După semnarea pe 22 iunie 1940 a Armistițiului de la Compiègne dintre Franța și Germania, sudul Franței și majoritatea coloniilor sale au rămas sub controlul guvernului progerman de la Vichy. Imediat după semnarea armistițiului, amiralul Andrew Cunningham, comandantul forțelor britanice din Mediterana, a început convorbiri cu mai-marii flotei franceze pentru neutralizarea flotei fostului aliat. Pentru că francezii au refuzat să-și deplaseze flota în porturi care să nu mai fie sub controlul german, forța navală H din Gibraltar a atacat pe 3 iulie vasele franceze aflate în porturile Mers-el-Kebir și Orán, ceea ce a dus la ruperea relațiilor diplomatice cu Regatul Unit de către Regimul de la Vichy. 
Deși flota franceză a încetat să mai fie o amenințare pentru britanici, flota italiană din Mediterana, mult mai numeroasă, a reprezentat un potențial obstacol pentru buna desfășurare a aprovizionării englezilor prin Canalul Suez. Britanicii dețineau superioritatea tehnologică în ceea ce privește vasele de război din Mediterana, acestea fiind dotate cu radare. De asemenea, în Marea Mediterana patrulau două portavioane britanice: HMS " Illustrious " și "Formidable".

### Confruntările anglo-italiene din Mediterana
Bătălia navală și aeriană din Marea Mediterană a fost tot timpul dependentă de rezultatele de pe fronturile din Africa de nord și din Orientul Mijlociu. Mai înainte de a asigura un sprijin direct pentru garnizoana de maximă importanță din Malta, amiralul Cunningham a decis să lanseze un atac preventiv împotriva flotei italiene ancorată în portul Tarento.
Portavionul "Illustrious" s-a apropiat până la o distanță de siguranță de Tarento pe 12 noiembrie și a atacat flota italiană prin lansarea a două valuri de avioane biplane de tip Swordfish. Cuirasatele Littorio, Cavour și Caio Duilio au fost torpilate, avariindu-le și scoțându-le din luptă pentru multă vreme. În timpul atacului, britanicii au pierdut două avioane, dar au reușit dintr-o singură lovitură să echilibreze balanța de forțe din Mediterana. Restul flotei italiene a fost trimisă în porturi mai sigure din nord. În mod ironic, strategia britanică folosită în atacul de la Tarento l-a inspirat pe amiralul Isoroku Yamamoto în organizarea atacului de la Pearl Harbor. 
Când forțele germane au cerut ajutorul italienilor în timpul luptelor din nordul Africii și din Grecia, flota italiană "Regia Marina" a acționat cu extremă prudență după atacul de la Tarento. A fost plănuit un atac împotriva flotei comerciale britanice staționată în porturile grecești, cu participarea cuirasatului "Vittorio Veneto", a opt crucișătoare și nouă distrugătoare. Pe 27 martie 1941, forța navală italiană a ridicat ancora din Sicilia. Contraspionajul britanic a interceptat și descifrat comunicațiile italiene. Din portul Alexandria au plecat în întâmpinarea italienilor trei cuirasate, portavionul "Formidable", mai multe crucișătoare și nouă distrugătoare. Din Creta s-au alăturat acestei flote mai multe vase de sprijin. 
Pe 28 martie, avioanele torpiloare britanice au atacat flota italiană la Capul Matapan în largul coastelor Peloponezului. O parte a flotei a scăpat cu fuga, în vreme ce cealaltă parte a rămas să protejeze crucișătorul greu "Pola", care era puternic avariat. Aceste ultime vase au fost urmărite și atacate de britanici, care au reușit să scufunde trei crucișătoare grele și două distrugătoare și să avarieze un cuirasat. Britanicii au pierdut doar un avion. Italienii nu au mai fost capabili să organizeze o altă ofensivă navală tot restul războiului. 
Importanta victorie aliată de la Capul Matapan a fost însă contrabalansată de sosirea avioanelor Luftwaffe pe aeroporturile grecești. După ce britanicii au eșuat în încercarea de a apăra această țară balcanică, aproximativ 43.000 de soldați aliați au fost evacuați în Creta. Pe 20 mai 1941, germanii au lansat în spațiul aerian al Cretei cea mai importantă operațiune a parașutiștilor. După o săptămână de lupte grele, parașutiștii germani au reușit să cucerească insula. Totuși, în timpul luptelor pentru cucerirea insulei, majoritatea soldaților aliați a fost evacuată cu ajutorul Royal Navy. 
Avioanele Luftwaffe cu bazele în Sardinia și Sicilia au început să atace în mod constant și cu rezultate devastatoare convoaiele navale britanice. În timpul unui astfel de atac, portavionul "Illustrious" a fost grav avariat. Cum aeroporturile din Malta erau folosite ca bază de acțiune a RAF în Mediterana, forțele Axei au conceput o strategie de izolare a insulei. Astfel, două convoaie de ajutorare a Maltei (operațiunile Viguros și Harpon) au fost distruse aproape în totalitate. 
Amiralitatea britanică, foarte îngrijorată de situația din Maltei, a organizat Operațiunea Piedestal. Obiectivul acestei operațiuni era de a trimite ajutoare Maltei prin intermediul unui convoi format din 14 nave comerciale. Pe 10 august 1942, convoiul a părăsit Gibraltarul escortat fiind de trei portavioane, două cuirasate, patru crucișătoare și 14 distrugătoare. Convoiul a fost atacat imediat de submarinele și avioanele germane. Pe 11 august a fost scufundat portavionul britanic HMS Eagle. Până pe 13 august, germanii reușiseră să mai scufunde încă nouă vase comerciale, trei crucișătoare, un distrugător, dar în porturile malteze au reușit să ajungă un petrolier și alte cinci vase comerciale, iar garnizoana insulei a continuat să reziste. La încheierea războiului, cetățenii Maltei au fost decorați pentru eroismul lor cu Crucea George, care de atunci apare pe drapelul național maltez. 

Drapelul național al Maltei

Într-un moment în care luptele dintre RAF și Royal Navy pe de-o parte și  Luftwaffe și Regia Marina pe de altă parte, păreau că au intrat într-un punct mort, victoria britanică din bătălia de la El Alamein le-a asigurat acestora din urmă controlul asupra bazelor aeriene din nordul Africii. Beneficiind de aceste noi poziții avansate, britanicii au contracarat superioritatea în zonă a Luftwaffe, lucru care s-a putut observa în momentul în care trupele germane au fost împinse în Tunisia în martie 1943. Aviația germană a fost împiedicată să transporte suficiente provizii, ceea ce a dus la înfrângerea definitivă a Afrika Korps. Puținele vase italiene rămase nu au putut împiedica debarcarea aliată din Sicilia din iulie 1943.

### Campania din Insulele Dodecaneze
După capitularea Italiei din 1943, atât Aliații cât și germanii s-au luptat pentru cucerirea controlului asupra Insulelor Dodecaneze. Insula Rodos a fost cucerită de germani, dar britanicii au preluat controlul asupra majorității insulelor din regiune până la mijlocul lunii septembrie 1943. Germanii se bucurau de o netă superioritate aeriană în regiune și, prin acțiuni combinate ale parașutiștilor, aviației și comandourilor marinei au reușit să cucerească până în noiembrie insulele Kos și Leros. Restul garnizoanelor britanice au fost evacuate spre baze din Orientul Mijlociu. 

## Luptele de partizani din Balcani

### Armata Populară de Eliberare a Iugoslaviei
După invazia germană din Iugoslavia, nu au apărut lupte ale partizanilor antinaziști decât la două luni după declanșarea Operațiunii Barbarossa. Secretarul General al Ligii Comuniștilor Iugoslavi, Josip Broz, (mai cunoscut ca Josip Broz Tito), a primit de la Moscova un mesaj: "Organizați detașamente de partizani fără întârziere. Partizanii să inițieze un război în spatele liniilor inamice". Sprijinul popular de care s-au bucurat comuniștii a fost indiscutabil. Populația civilă era înspăimântată de atrocitățile făptuite de germani. De asemenea, ustașii croați au organizat acțiuni, (care azi ar putea fi caracterizate ca genocid sau purificare etnică), împotriva cetățenilor iugoslavi de religie ortodoxă sau musulmană. Mai rău, preoții catolici au participat cu entuziasm la "cruciada" de convertire în masă a ortodocșilor și de distrugere a lăcașurilor lor de cult. 
În toamna anului 1941, partizanii comuniști au reușit pentru scurtă vreme să elibereze vestul Serbiei și să stabilească aici o republică efemeră. Până în luna noiembrie a aceluiași an, comuniștii au fost alungați de aici în zonele greu accesibile din Bosnia. 
În Iugoslavia, alături de partizanii comuniști ai lui Tito luptau și cetnicii conduși de Draja Mihailovici. Cetnicii se autointitulau Armată Regală Iugoslavă a Patriei și erau în esență o mișcare regalistă, antigermană și anticomunistă. Ca o curiozitate, doi dintre fii lui Mihailovici luptau de partea comuniștilor împotriva propriului tată. În 1943, autoritățile britanice, care îi sprijiniseră până în acel moment pe cetnici, au decis să-l ajute pe Tito, după ce se aflase că, în anumite ocazii, regaliștii au luptat de partea germanilor împotriva comuniștilor și că, mai rău, participaseră la masacre împotriva populației bosniace. În 1944, guvernul regal iugoslav din exil i-a ordonat lui Mihailovici să se pună cu oamenii săi sub comanda lui Tito, ordin care nu a fost respectat de cetnici. La încheierea războiului în 1945, cetnicii s-au retras în Italia și Austria. Cea mai mare parte a lor au fost până în cele din urmă repatriați cu forța în Iugoslavia, unde mulți dintre ei au fost judecați și executați. Mihailovici a fost arestat în Bosnia și executat în 1946. 
SS a organizat șapte ofensive împotriva partizanilor. De fiecare dată, în ciuda eforturilor germanilor, partizanii iugoslavi au reușit să scape din capcanele întinse de germani și să se regrupeze mai apoi. În timpul ultimului atac organizat de Otto Skorzeny împotriva cartierului general al lui Tito, liderul iugoslav a reușit să scape cu greu din încercuirea germană. În timpul Conferinței de la Teheran, Aliații au decis ca partizanii lui Tito, cunoscuți ca Armata Populară de Eliberare a Iugoslaviei, să fie singura mișcare de rezistență antigermană sprijinită de Aliați. RAF a început să parașuteze provizii, arme și muniție numai partizanilor lui Tito. 
În septembrie 1944, Armata Roșie se afla în apropierea granițelor iugoslave, iar Tito a călătorit la Moscova pentru a asigura coordonarea acțiunilor iugoslavo-sovietice împotriva ocupantului. Pe 20 octombrie 1944, partizanii comuniști și aliații lor sovietici au eliberat Belgradul după o operațiune comună. Până la sfârșitul anului, partea răsăriteană a Iugoslaviei fusese complet eliberată. În aprilie 1945 a fost eliberat Sarajevo, iar în luna următoare au fost eliberate Croația și Slovenia. După eliberarea Iugoslaviei, partizanii au traversat frontiera în Italia și cu cucerit Triestul pe 1 mai 1945, cu doar o zi mai înainte de sosirea forțelor anglo-americane. 
Occidentalii au pretins ca în Iugoslavia să se organizeze alegeri libere. Rezultatul era previzibil: datorită uriașei popularități cucerite în timpul războiului, comuniștii lui Tito au învins fără probleme în alegeri. 

### Rezistența elenă

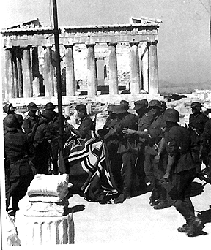
Soldații germani pregătindu-se să arboreze steagul german pe Acropole. Doi tineri greci aveau să fure steagul nazist, ei devenind peste noapte eroi naționali

După încheierea ocupării Greciei, germanii au plasat la Atena un guvern marionetă, în timp ce guvernul grec în exil își stabilise sediul la Alexandria. În scurtă vreme, economia greacă a început să se resimtă de pe urma ocupație: a izbucnit o inflație galopantă și au început să se manifeste tot mai multe lipsuri pe piață, ceea ce a subminat definitiv încrederea grecilor de rând în noul guvern. În acest timp, în zonele greu accesibile, au început să se organizeze trupele de partizani antigermani. 
Pe 30 mai, doi tineri studenți au coborât de pe Acropole steagul arborat acolo de soldații Wehrmachtului cu doar o săptămână mai devreme. În noaptea de 28 spre 29 septembrie 1941, bulgarii au atacat populația civilă din Drama, ca represalii la atacurile grecilor împotriva clădirilor administrative bulgare. Represiunea violentă care a urmat acestui atac a făcut peste 3.000 de victime printre grecii din Drama și din zona înconjurătoare. 
Cele mai importante grupuri de partizani greci au fost EAM (Frontul Național de Eliberare) și EDES (Liga Națională Republicană Greacă). EAM era controlat de Partidul Comunist Elen (KKE) și de facțiunea sa militară ELAS (Armata Populară de Eliberare Națională), și se bucura de un mai larg sprijin popular decât mișcarea de dreapta EDES, în ciuda faptului că în rândul celei de-a doua se aflau  mai mulți militari de carieră, printre care și generalul Nikolaos Plastiras. În scurtă  vreme și EDES și-a format o aripă militară EOEA (Grupurile Naționale ale Partizanilor Greci), care s-a proclamat în favoarea monarhiei. Alte grupuri de partizani au fost EKKA (de orientare liberală), OPLA (de extremă stânga) și SNOF (partizanii macedoneni). 
Diferențele politice au făcut ca mișcările de partizani să nu coopereze, mai mult, odată ce a devenit clar că germanii aveau să piardă războiul, între diferitele grupări au apărut lupte fratricide, în special între ELAS și EOEA. Din 1944, luptele ocazionale s-au transformat într-un adevărat război civil. (Vedeți și: războiul civil grec). La sfârșitul anului 1944, aproape întreaga țară era sub controlul ELAS, dar cu toate acestea, în urma presiunii internaționale, în Grecia a fost reinstaurată monarhia. 

## Campania aliată din Italia

### Debarcarea din Sicilia

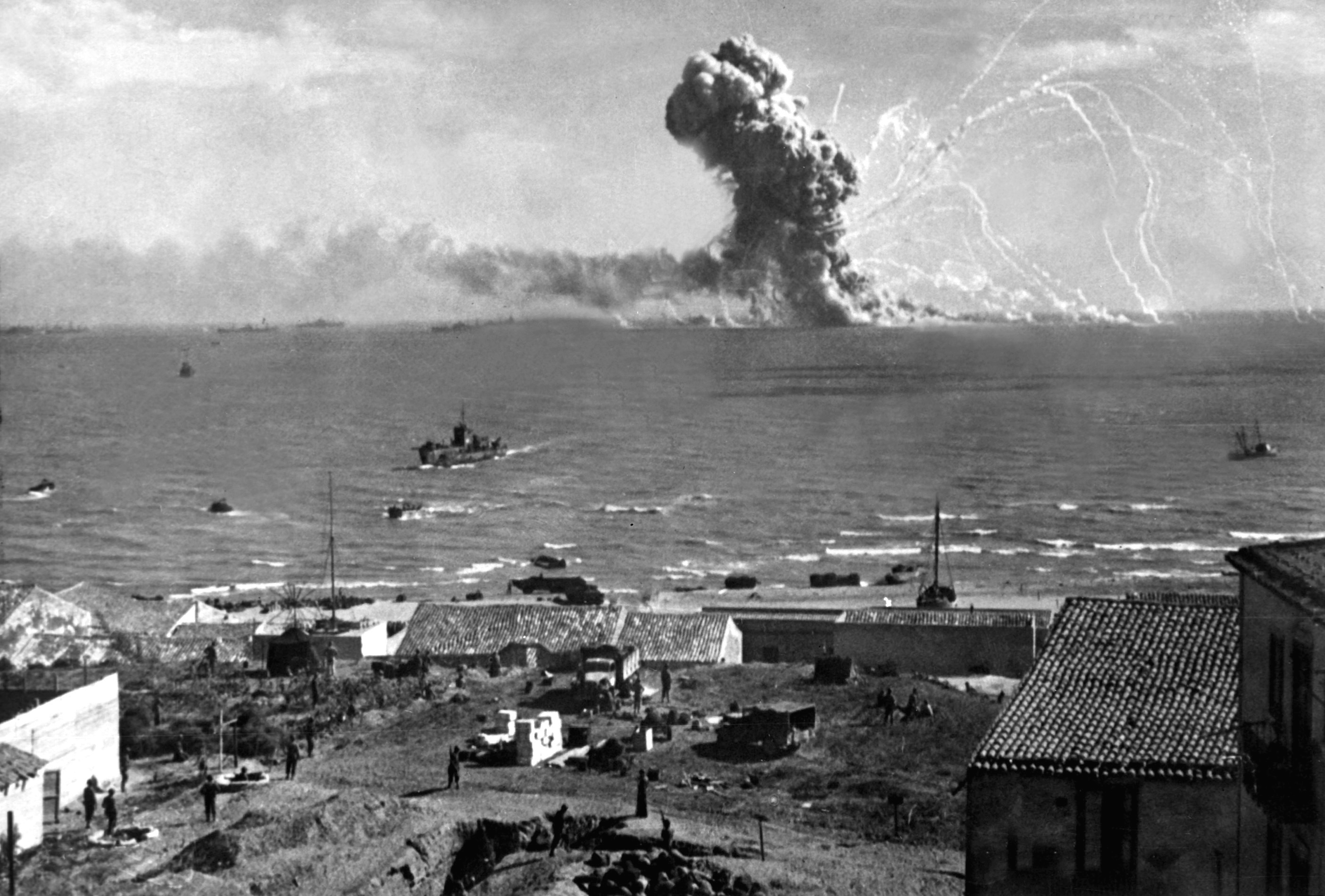
Nava K-40 Robert Rowan în timpul exploziei provocate de atacul unui bombardier german. Sicilia, 11 iulie 1943

După victoria din nordul Africii, Aliații ei au început să studieze posibilitatea unei invazii în sudul Italiei. Stalin făcea presiuni pentru ca Aliații occidentali să deschidă un al doilea front în vestul Europei, în timp ce americanii și britanicii păreau mai preocupați de punerea sub control a situației din Mediterana. Americanii, care mobilizaseră o armată uriașă, au propus o debarcare în sudul Franței, inițiativă care a fost respinsă de Amiralitatea Britanică, care era în favoarea unei serii de operațiuni pornite din insulele mediteraneene, care, în concepția englezilor ar fi slăbit treptat inamicul și ar fi permis într-un final debarcarea pe continentul european. Churchill ar fi preferat o debarcare în Balcani, care ar fi avut ca obiectiv limitarea viitoarei sfere de influență sovietică și ar fi asigurat controlul britanic asupra traficului pe Marea Mediterană și prin Canalul Suez. Până în cele din urmă s-a căzut de acord asupra unei debarcări în Italia, ceea ce ar fi făcut ca Wehrmachtul, care suferea de o acută lipsă de personal, să deplaseze trupe suplimentare în peninsulă. Prin deschiderea unui al doilea front secundar în Europa, Aliații occidentali și-ar fi respectat, (cel puțin parțial), promisiunile făcute sovieticilor și ar fi ușurat presiunea germană asupra frontului de răsărit. În plus, cucerirea Romei ar fi avut o reprezentat începutul simbolic al prăbușirii Axei Roma-Berlin-Tokio. 
Pe 19 iulie 1943, Armata a VIII-a britanică sub conducerea lui Bernard Montgomery a debarcat în apropiere de  Siracuza, în vreme ce Armata a VII-a americană sub conducerea lui George Patton a debarcat în apropiere de Gela. În ciuda faptului că Mussolini a insistat ca numai diviziile italiene să apere Sicilia, în zona au fost mobilizate două divizii de tancuri germane sub conducerea generalului german Albert Kesselring. Dată fiind degringolada armatei italiene, Kesselring s-a văzut nevoit să se retragă spre nord-vestul Muntelui Etna, cu obiectivul menținerii deschise a drumului spre Messina. Montgomery a avansat rapid spre pantele Etnei, unde ofensiva sa a fost oprită. Patton a înaintat mult mai ușor, pe 22 iulie reușind să cucerească orașul Palermo. După câteva zile de lupte împotriva liniilor defensive de la San Stefano, cele două armate aliate au inițiat un atac spre Messina. Mai multe încercări de debarcări amfibii în flancurile pozițiilor apărătorilor Mesinei au eșuat, dar în cele din urmă americanii au reușit să străpungă apărarea orașului pe 17 august. În acel moment însă, principalele forțe italo-germane părăsiseră deja Sicilia. 

### Debarcarea din Peninsula Italiană

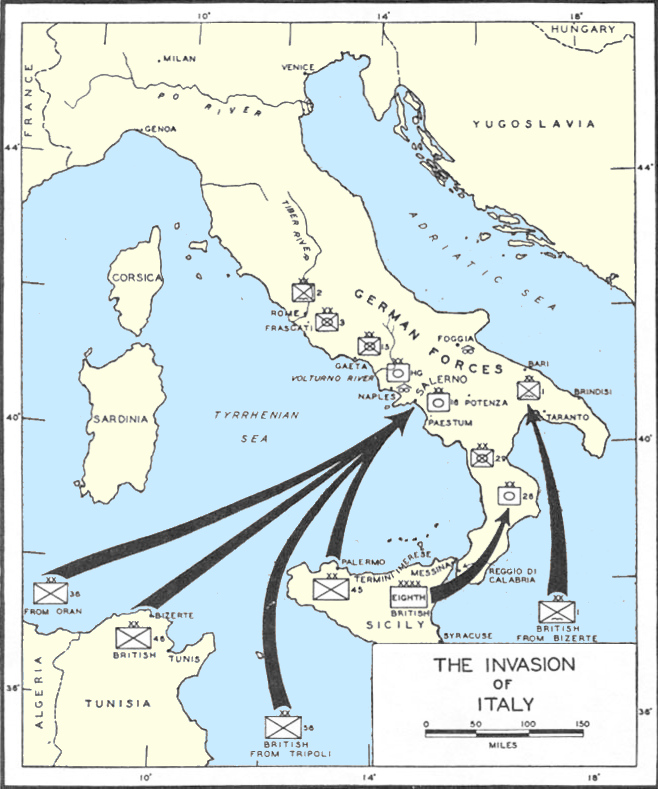
Hartă a Italiei și debarcările aliate din 1943

Debarcarea din  Sicilia a generat mișcări neașteptate pe scena politică italiană. Pe 25 iulie 1943, Gran Consiglio del Fascismo (Marele Consiliu al Fascismului) l-a numit pe Pietro Bodoglio în funcția de prim-ministru, în locul lui Mussolini. Mai multe figuri de frunte ale mișcării fasciste au luat parte la debarcarea fostului dictator italian, (printre aceștia aflându-se Galeazzo Ciano, Giuseppe Bottai și regele Victor Emanuel al III-lea al Italiei), care a fost arestat și trimis în mai multe închisori, pentru a împiedica orice încercare de eliberare. Hitler nu avea absolut deloc încredere în Badoglio, care, în ciuda unor angajamente oficiale de continuare a luptei alături de germani, a inițiat negocieri secrete cu Aliații pentru un armistițiu. Pe 8 septembrie, Aliații au anunțat semnarea unui armistițiu cu Italia, iar germanii au preluat în forță toate pozițiile cheie ale guvernului și au început căutarea lui Mussolini. Pe 12 septembrie, parașutiștii sub comanda lui Otto Skorzeny l-au eliberat pe Mussolini din prizonierat. Mussolini a fost proclamat prim-ministru al unei efemere Republici Sociale Italiene, a cărei frontiere sudice erau de fapt Linia Gustav. Cum Mussolini pierduse practic orice urmă de putere și depindea în totalitate de germani, deciziile importante erau luate direct la Berlin. Mussolini, conștient de slăbiciunea regimului său, a căzut treptat într-o stare depresivă. Mai mulți lideri fasciști, care îl trădaseră pe Mussolini, au scăpat de răzbunarea lui, dar se pare că ginerele dictatorului italian, Ciano, a fost prins și, după toate probabilitățile, executat de soldații germani. 
Invazia din Italia continentală a fost planificată să se desfășoare în trei faze codificate Baytown, Avalanche și Slapstick. Operațiunea Baytown  a fost declanșată pe 3 septembrie, când Armata a VIII-a comandată de Montgomery a traversat Strâmtoarea Messina și a ocupat Calabria. Capitulările în serie a unităților italiene au lăsat întreaga povară a apărării pe seama germanilor, care au trecut la distrugerea sistematică a podurilor și căilor de transport, pentru a întârzia înaintarea britanicilor. Pe 9 septembrie a fost declanșată Operațiunea Slapstick – debarcarea de la Tarento – care avea ca scop forțarea germanilor (italienii din zonă capitulaseră deja) să se îndepărteze de Salerno, unde urma să fie declanșată Operațiune Avalanche – principala debarcare Aliată din zonă. Tarento a fost cucerit rapid, după care a urmat debarcare reușită de la Salerno. 

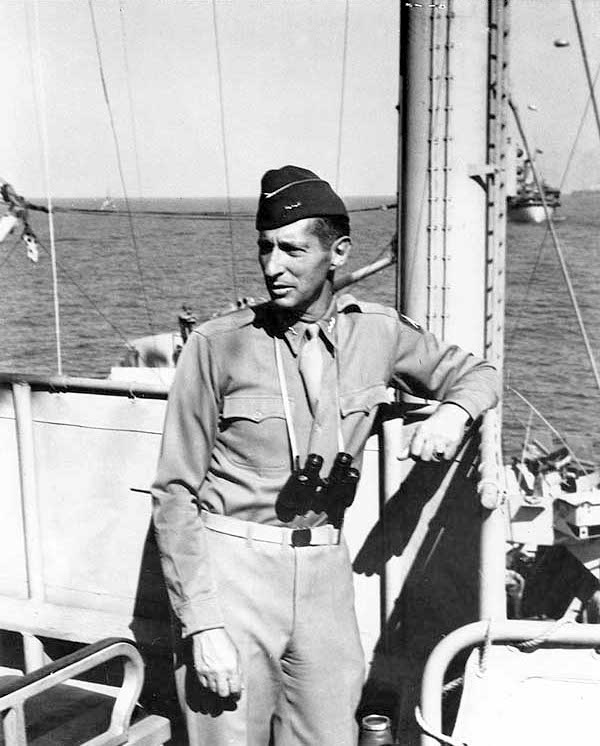
Generalul Mark Clark în timpul debarcării de la Salerno

Încă de la începuturi, planificatorii aliați s-au temut că Operațiunea Avalanche poate să se încheie cu un eșec. Din acest  motiv ținta principală a operațiunilor era o debarcare reușită la Salerno, iar nu orașul mai nordic și mai puțin apărat, Neapole. Datorită faptului că zona de debarcare de la Salerno era un golf înconjurat de dealuri înalte, unde apărătorii puteau amenaja excelente poziții defensive, s-a luat hotărârea ca debarcarea să fie executată prin surprindere, fără niciun sprijin de artilerie. 
Debarcarea de la Salerno, comandată de generalul american Mark Wayne Clark, a început în aceeași zi cu debarcarea de la Tarento, de mai la sud. După cucerirea plajelor, americanii au trebuit să facă față atacului german, care ar fi avut sorți de reușită, dacă nu ar fi intervenit artileria navală aliată, care a ținut sub control căile de acces ale tancurilor germane spre plaje. Trupele americane au încercat să-și croiască drum spre sud, ca să facă joncțiunea cu britanicii lui Montgomery, dar au eșuat datorită rezistenței germane foarte puternice. Între 12 și 14 septembrie, contraatacurile germane nu numai că a stopat orice încercare de înaintare a americanilor, dar i-a și împins înapoi spre plaje. Până în cele din urmă însă, capetele de pod aliate au fost apărate cu succes și, cu sprijinul britanicilor din sud, s-a făcut joncțiunea dintre trupele debarcate. 
Pe 16 septembrie, Aliații au reușit să cucerească importantul aeroport de la Foggia, iar pe 1 octombrie a fost cucerit orașul Neapole. 
În acest punct al luptelor, după mai multe succese și eșecuri, Aliații au reușit să ocupe întregul sud al Italiei și se pregăteau să atace așa-numita Linie Volturno, prima dintr-o serie de construcții defensive organizate de germani, care aveau ca unic scop întârzierea înaintării aliate, până când se definitiva mult mai importanta linie defensivă Gustav. În acest moment s-a dovedit că Winston Churchill greșise când afirmase că Italia este "pântecul moale" al celui de-al treilea Reich. S-a dovedit că operațiunea din Italia era una foarte costisitoare pentru Aliați, atât din punct de vedere al pierderilor umane cât și a celor materiale. 

### Linia de iarnă
În fața înaintării Aliaților, Kesselring a devenit foarte conștient că îi revenea sarcina grea de apărare a nordului Italiei, care, odată cucerit, ar fi permis anglo-americanilor ca, folosindu-se de numeroasele aeroporturi din regiune, să crească ritmul bombardamentelor împotriva Germaniei. De aceea, Kesselring s-a pregătit să reziste pe termen lung în centrul Italiei, folosind pozițiile naturale ale Munților Apenini. Au fost construite rapid două linii temporare de apărare (Volturno și Barbarian), care aveau ca unic scop câștigarea de timp pentru fortificarea Liniei Gustav. În zonă au fost construite două linii defensive, (sprijinindu-se pe mânăstirea fortificată de la Monte Cassino), care apărau flancul vestic al Italiei: liniile Bernhardt și Adolf Hitler. În vreme ce americanii aveau greutăți în depășirea liniilor Volturno și Barbarian din vest, britanicii au avansat mult mai ușor din est, ajungând pe linia Gustav în perioada unor puternice ninsori, care au pus capăt oricăror operațiuni militare de amploare în anul 1943. În iarna care a urmat, acțiunile militare s-au limitat la scurte lupte de patrule. 
Americanii au încercat să continue atacurile în condițiile unei ierni grele, dar după șase săptămâni de lupte, Armata a V-a americană a reușit cu greu să depășească Linia Bernhardt, înaintând doar 10 km, cu prețul pierderii în luptă a 16.000 de soldați. Pe 15 ianuarie 1944, Aliații au reușit să-i alunge pe germanii de pe Muntele Trocchio, dar aceasta nu era decât o reușită palidă pe lângă marile așteptări ale comandanților anglo-americani. 
Comandanții aliați au ajuns la concluzia că cea mai rapidă cale de cucerire a Romei era cea care traversa valea râului Liri, din vestul frontului italian. Au fost făcute planuri pentru executarea a unei operațiuni amfibii în spatele Liniei Gustav și a două atacuri terestre pe flancuri, una peste valea râului Liri. Până în cele din urmă, nici debarcarea (Vedeți și: bătălia de la Anzio), nici atacul de pe valea râului Liri, (Vedeți și: Bătălia de la Monte Cassino) nu au avut rezultatele scontate, amândouă fiind respinse de germani, cu grele pierderi pentru atacatori. 
Abia pe 18 mai, polonezii au reușit să cucerească vârful Monte Cassino. A urmat atacul aliat asupra liniei Adolf Hitler, pe care au reușit să o cucerească într-o săptămână de lupte. Odată cu retragerea spre nord a germanilor, forțele aliate izolate la Anzio au atacat pentru spargerea încercuirii, având ca obiectiv  și tăierea retragerii germanilor din sud. Generalul Mark Wayne Clark a preferat să-i lase pe germani să se retragă, el alegând în schimb să atace direct spre Roma, oraș pe care voia să-l cucerească mai înainte de sosirea britanicilor. 
Pe 4 iunie 1944, americanii au cucerit Roma. Până în cele din urmă, această victorie a rămas una secundară, pe de-o parte datorită uriașelor pierderi umane, mult peste estimările planificatorilor militari, cât și datorită declanșării cu doar două zile mai târziu a debarcării din Normandia. După 6 iunie, frontul italian a rămas definitiv doar un front secundar. 

### Cucerirea Italiei de nord

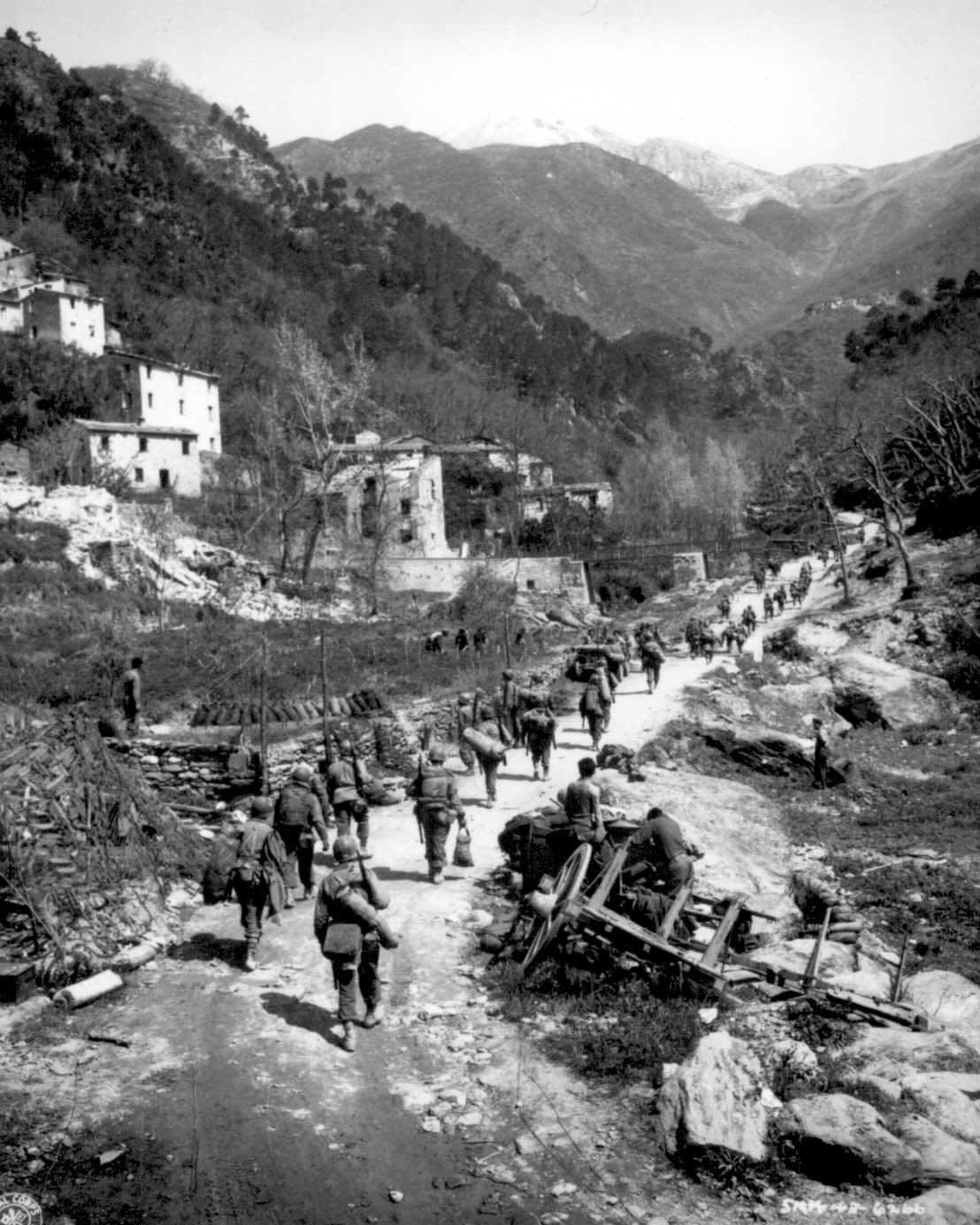
Soldații aliați mărșăluind spre Florența

Odată cu deschiderea celui de-al doilea front în vestul Europei, numeroase trupe din Italia au fost transferate în Franța. Comandantul operațiunilor aliate din Italia, generalul  Harold Alexander, a trebuit să facă față la numeroase întârzieri ale planurilor sale, de vreme ce cele mai experimentate unități de sub comanda sa au trebuit să se deplaseze pe mult mai importantul front din Franța. 
La mijlocul anului 1944, urmând sfaturile aliaților, partizanii italieni au curățat regiunea Ossola din Munții Alpi și au proclamat aici o republică recunoscută imediat de Elveția. Germanii, care aveau încă suficiente trupe, (și ca urmare a acțiunii generalului Clark, care preferase să cucerească Roma în loc să taie retragerea germanilor), au reușit nu numai să facă față atacurilor aliate în sud, dar și să desființeze republica partizanilor din nord, mai înainte de sfârșitul anului. 
Trupele germane, care scăpaseră datorită acțiunii generalului Clark, au fost rapid relocate în nord, unde au pregătit două noi linii defensive: una în dreptul Lacului Trasímeno, iar cea de-a doua de-a lungul râului Arno. Aceste linii defensive avea ca scop principal întârzierea înaintării aliaților, ceea ce permitea lui Kesselring să construiască linia fortificată Gotică de-a lungul râului Foglia în răsărit, spre Pisa la nord și spre Florența în vest, având la mijloc Munții Apenini. 
O ofensivă îndrăzneață pe flancul estic al liniei Gotice a reujșit să spargă defensiva germană și a cucerit San Marino pe 14 septembrie. Cea mai mare parte a lunii octombrie a fost folosită pentru eliminarea focarelor germane de rezistență din Ravenna, iar în decembrie trupele aliate au fost din nou nevoite să înceteze operațiunile de amploare datorită efectivelor reduse și condițiilor meteorologice dificile din timpul iernii. Kesselring a început pregătirea pentru fortificarea unei noi linii defensive în estul Italiei, dat fiind faptul că generalul Clark nu reușise să străpungă Linia Gorică în zona sa de responsabilitate din vest. 
Generalul Alexander a reînceput acțiunile ofensive în nordul Italiei doar în 1945, când a cucerit Bolonia. Generalul Clark a reușit în sfârșit să avanseze spre Parma. În condițiile în care frontul italian se prăbușea, noul comandant al trupelor germane din peninsulă, generalul von Vietinghoff, a cerut permisiunea lui Hitler să se retragă în spatele râului Pad, dar a fost refuzat. Se pare că von Vietinghoff a încercat să-și retragă militarii chiar și fără aprobarea oficială de la Berlin, numai că între timp acțiunile aliaților i-au tăiat orice posibilitate de regrupare și i-au distrus unitățile derutate. Armatele aliate au debușat în câmpia râului Po, cucerind Padova, Veneția, Trevisto, Verona. Trieste fusese cucerit de partizanii iugoslavi doar cu o zi mai înainte de sosirea anglo-americanilor. După sinuciderea lui Hitler, forțele germane din Italia au capitulat pe 2 mai 1945. 
Pe 25 aprilie, mișcarea italiană de partizani a inițiat o insurecție generală, în timpul căreia au preluat controlul Milanului. Pe 27 aprilie, partizanii i-au prins pe Mussolini, pe amanta lui, Clara Petacci și pe alți câțiva lideri fasciști italieni. Pe 28 aprilie, prizonierii fasciști au fost executați, iar trupurile lor au fost expuse atârnate de picioare în fața unei benzinării din Milano.

## Sudul Franței
În timpul planificării Operațiunii Overlord, a fost gândită și așa numita Operațiune Dragon ca o completare a debarcării principale din Normandia. Winston Churchill s-a opus acestei ultime operațiuni, insistând pe vechea sa obsesie, debarcarea în Balcani, care, pretindea el, ar fi accelerat privarea Germaniei de controlul asupra importantelor câmpuri petroliere din România. Adevăratul scop al lui Churchill era limitarea sferei de influență sovietică din regiunea Mediteranei. 
Operațiunea Dragon a fost întârziată datorită conflictelor dintre șefii militari americani și britanici până la finalizarea cu succes a Operațiunii Cobra din nordul Franței. În acest moment devenea clar că cel mai important obiectiv al războiului devenise eliberarea totală a Franței. Forțele germane din sudul Franței reprezentau o amenințare reală pentru orice acțiune viitoare a Aliaților. Debarcarea a fost programată pentru 15 august 1944, iar comandantul operațiunii a fost numit generalul Jacob Devers. 
Debarcarea a avut loc la Toulon și Marsilia și a fost un succes. E adevărat că, între timp, germanii începuseră să se retragă. În ciuda faptului că trupele aliate au întâmpinat o rezistență redusă, ei nu au reușit să pornească imediat în urmărirea germanilor, datorită cantităților foarte mici de combustibil debarcate, care nu permitea acțiuni de amploare a unităților mecanizate. Pe la mijlocul lunii septembrie, unitățile aliate debarcate în sudul Franței au făcut joncțiunea în apropierea orașului Dijon cu cele debarcate în Normandia. 

## Consecințe
Italia 

Popularitatea Regelui Victor Emanuel al III-lea s-a prăbușit după ce Italia a pierdut toate coloniile africane, (inclusiv Libia și Somalia Italiană), iar economia a intrat în criză la sfârșitul războiului.  El a mai rămas în fruntea statului până în mai 1946, când a abdicat în favoarea fiului său, Umberto al II-lea. Aceasta din urmă a domnit însă numai 33 de zile, referendumul convocat pe 12 iunie 1946 transformând Italia în republică. Printr-o înțelegere semnată la Paris în februarie 1947, Italia a renunțat la orice drept de posesiune asupra coloniilor oriunde pe glob. De asemenea, Italia a renunțat la posesiunea tuturor insulelor din Marea Adriatică din zona de vest în favoarea Iugoslaviei. Iugoslavia a primit și Peninsula Istria și portul Fiume. Regiunea de la nord de Istria și orașul Trieste au fost plasate sub administrație internațională ca "Teritoriul liber al Triestului" până în 1952, când Italiei i-a fost retrocedat teritoriul care corespunde actualei Provincii Trieste, iar Iugoslaviei i-a fost cedat restul. Insulele Dodecaneze, care fuseseră sub controlul Italiei din 1918, au trecut în administrația Angliei, iar, în 1947, au fost cedate definitiv Greciei, în ciuda protestelor vehemente ale Turciei. 
Albania 

Albania și-a recâștigat independența, iar liderul comunist Enver Hoxha a cucerit puterea în țară. În timpul războiului rece, Albania avea să părăsească Pactului de la Varșovia, fără a se însă apropia de blocul militar rival, NATO.
Grecia 

Deși ELAS (comuniștii) aveau controlul asupra a mai mult de 60% din țară în 1944, ca urmare a presiunilor lui Stalin și a celorlalte grupări de partizani eleni, comuniștii au acceptat să formeze un guvern de coaliție, în care puterea a fost preluată treptat de partidele necomuniste. Nemulțumită de pierdere primului loc pe scena politică a țării, mișcarea ELAS și-a chemat simpatizanții sub arme, (aproximativ 100.000 de luptători), și a declanșat războiul civil, de această dată împotriva armatei regulate elene (cu efective de aproximativ 90.000 de soldați). Sprijinul din partea sovieticilor s-a lăsat îndelung așteptat, explicația fiind înțelegerea dintre Churchill și Stalin din 1945 de la Yalta, care lăsa Grecia în sfera de influență britanică. Lipsită de ajutorul sovietic, ELAS a fost înfrântă, iar, în 1949, Grecia a intrat in NATO. 
Iugoslavia 

Tot la Yalta, Churchill și Stalin au încercat să stabilească și viitorul Iugoslaviei, țară unde cele două puteri ar fi trebuit să-și împartă influența în mod egal. Numai că atunci când Josip Broz Tito a învins în alegerile din noiembrie 1945, el a promulgat o nouă constituție comunistă și a preluat puterea, debarasându-se de tutela sovietică. Relațiile dintre Tito și Stalin s-au deteriorat rapid, iar, în 1948, comuniștii iugoslavi au fost excluși din Cominform. În 1956, Tito a fost inițiatorul creării Mișcării Țărilor Nealiniate.
Africa de nord

Libia a obținut independența în 1952, iar  Tunisia și Marocul au devenit independente în 1956. Algeria a fost considerată de Franța una dintre cele mai importante colonii și de aceea a fost nevoie de declanșarea războiului de independență a Algeriei pentru ca Parisul să accepte pierderea posesiunii sale. Deși Egiptul era independent din punct de vedere oficial încă din 1922, Regatul Unit a continuat să se amestece în afacerile sale interne, situație care nu a încetat decât în momentul în care Gamal Abdel Nasser a preluat puterea în  1954.